# Wiibdo ou le sacrilège
Pour plus de détails, voir Fiche technique et Distribution.
Wibdo ou le sacrilège est un film réalisé par Boubacar Sidnaba Zida. Il est sorti en 2007. 
Résumé
Poko, une belle jeune fille qui attire beaucoup de regards convoitises. Pour éviter qu’elle ne cède à son âge à la tentation, sa mère l’envoie travailler auprès d’un riche commerçant qui prétendait être son cousin. Poko tombe enceinte de ce dernier est obligé de fuir le domicile par crainte de son père qui est chef coutumier de leur village. Poko accouche d’un garçon mais abandonne le nouveau-né dans un jardin public, qui sera après recueilli par sa propre mère sans que celle-ci ne sache. 
Poko trouve alors du travail dans une bijouterie dont est propriétaire un couple d’expatriés. Ces derniers décident quelques temps plutard de rentrer chez eux et lèguent leur entreprise à Poko qui dévient alors une femme comblée. Un jour, Poko fait la rencontre d’un jeune infirmier-major. Ils tombèrent amoureux et de cette relation découlent une grossesse et des projets de fiançailles. Mais des révélations et recoupements de bouts d’histoires finissent par révéler la vérité au grand jour : Poko était fiancée et enceinte de son propre fils qu’elle avait abandonné alors tout bébé. Voici le sacrilège !

## Équipe technique
- Réalisateur : Boubacar Sidnaba Zida
- Producteur exécutif : Charlemagne Abissi
- Assistant réalisateur : Fernando Guetabamba
- Fils : Nabi Issa Traoré
- Assistant son ː Hermann Ouédraogo, Roland Ouédraogo
- Machiniste : Roland Naba
- Assistant électrique : Seydou Ouédraogo
- Électro : Seydou Douglas Sawadogo
- Caméra : Gualbert Thiombiano
- Assistant caméra ː Alpha Oumar Doussa
- Montage : Alpha Oumar Doussa
- Maquillage : Amina Yameogo
- Assistante : Rockia Ouédraogo
- Mise en scène : Ghislain Zoétyando
- Musique : Sam Etienne Zongo
- Pays : Burkina Faso
- Comme un drame
- Durée : 105 minutes
- À partir de 2007[3].

## Distributions
- Georges Ouédraogo dans le rôle de Nabiga
- Aïda Ouédraogo comme Poko (jeune)
- Louise Konaté comme Poko (adulte)
- Aly Verithey dans le rôle de Wendsongré
- Odilia Congo Yoni dans le rôle de Lamoussa
- Delphine Ouattara
- Alima Ouédraogo dans le rôle de Haby
- Delphine Zibaré comme Dolotière
- Yacouba Jacob Barry dans le rôle de Mady
- Hado Gorgo Léontine
- Jean-Louis Roth (participationɲ)
- Esther Belli (participante) dans le rôle de la femme de Max
- Kady Zerbo dans le rôle de tante Poko
- Ramata Kaboré comme l'ami de Poko
- Moubarak Zida dans le rôle de Wendsongré (jeune)
- Madeleine Bonanet comme beaucoup
- Théophile Bamago comme maître de chambre
- Alidou Sawadogo dans le rôle de Yamba